# Manal Al Dowayan
Manal Al Dowayan (en árabe: منال الضويان‎: Hombreāl unḍ-Ḍfueraān; Dhahran, 1973) es una artista contemporánea saudí conocida por su instalación Suspended Together de la Home Ground Exhibition en la Fundación de Arte Barjeel en 2011. Ha mostrado su trabajo en numerosas exposiciones artísticas, incluyendo la muestra Soft Power del Alan Art Center de Riad, Arabia Saudí, en 2012, el Journey of Belonging, un espectáculo individual de la Athr Galery en Jeddah, Arabia Saudí, en 2013, el 100 Masterpieces of Modern and Contemporary Arab Art de París, Francia, en 2017 y ha expuesto en 2014 en la USA Biennial en Houston, el P.3: Prospect New Orleans USA Biennial Notes For Now, en 2015 y en la exposición Future of a Promise de la Bienal de Venecia. Su trabajo abarca numerosos medios, desde la fotografía a las instalaciones y se centra en un examen progresivo y una crítica del papel de las mujeres en la sociedad saudí.

## Trayectoria
Al Dowayan nació en 1973 en Dhahran en la provincia Oriental de Arabia Saudí. Asistió a la universidad y se graduó en un máster de Análisis y Diseño de Sistemas. Empezó su carrera trabajando para una compañía petrolera antes de dedicarse exclusivamente, en 2010 a la práctica artística. Explora principalmente asuntos personales y políticos relacionados con los derechos de las mujeres en el contexto de las leyes saudíes ultraconservadoras que incluyen la prohibición de que las mujeres viajen, conduzcan o pronuncien el nombre de una mujer en público. Al Dowayan actualmente reside en Londres, Inglaterra, donde está cursando un máster sobre prácticas artísticas contemporáneas en la esfera pública, en el Royal College of Art de Londres.

## Fotografía
En sus primeros trabajos, Al Dowayan utilizó principalmente la fotografía en blanco y negro, incluyendo imágenes de su colección I AM, Drive-By Shootings y Nostalgia Carries Us. La colección I AM de 2005 estaba inspirada en el discurso que el rey Abdullah Al Saud pronunció cuándo accedió al trono saudí en 2005, en el que destacó la importancia de la participación de las mujeres en la construcción y el enriquecimiento de la sociedad saudí. La controvertida declaración fue interpretada de diversas maneras por los críticos tanto a favor como en contra de los derechos de las mujeres. Al Dowayan se inspiró en este discurso para fotografiar a las mujeres a las que creía que se refería el rey, desde ingenieras hasta madres y científicas. Esta serie incrementó la visibilidad y destacó la importancia de las mujeres saudíes. Las fotografías de la colección Drive-By Shootings (2011) muestran las dificultades a la que se enfrentan las mujeres artistas que trabajan en Arabia Saudí, cuyos movimientos públicos están fuertemente restringidos por el gobierno. Como mujer, Al Dowayan tenía prohibido conducir, pero hizo que un hombre condujese mientras ella tomaba fotografías desde un vehículo en movimiento. Las imágenes borrosas resultantes enfatizan el hecho de que ella no pudiese bajar del vehículo para crear su arte, y de que su proceso creativo estaba condicionado por la obligación de mantener un comportamiento asignado a su género.

## Instalaciones artísticas

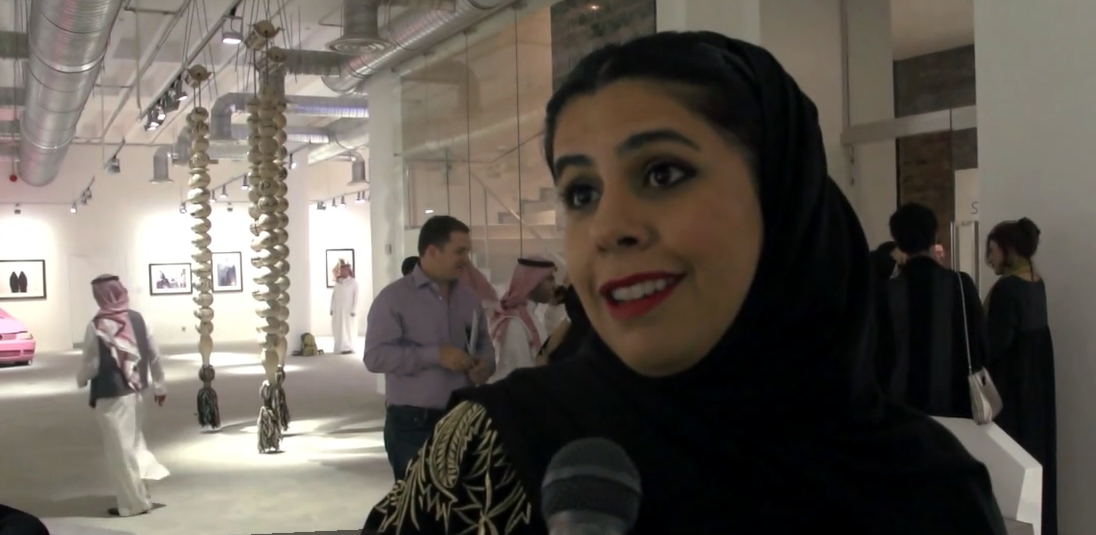
Manal Al Dowayan ante el espectáculo Soft Power

En 2012, Al Dowayan presentó una instalación en la muestra We Need to Talk, en el Edge Of Arabia en Jeddah, Arabia Saudita. El espectáculo puso de relieve la necesidad de una reforma progresiva en Arabia Saudí, tal como la perciben los artistas. En ese momento, fue la mayor y más radical exposición de artistas saudíes contemporáneos, los cuales corrieron el riesgo de sufrir una reacción política por sus expresiones artísticas disidentes. La obra de Al Dowayan Esmi My Name mostraba enormes cuentas de madera de arce con nombres de mujeres pintados en ellas, colgadas de una cuerda de lana tejida por mujeres beduinas. Los saudíes creen que pronunciar el nombre de una mujer en público es un tabú vergonzoso que arroja a las mujeres saudíes a la oscuridad y les quita su propia identidad, la que según Al Dowayan "está profundamente ligada a varios elementos de la personalidad de un individuo, uno de los cuales es el nombre" y por ese motivo decide hacer públicos los nombres de las mujeres en su obra. El trabajo de Al Dowayan pretende cuestionar y cambiar el papel y el tratamiento de las mujeres en la sociedad saudí.
Entre las obras más conocidas de Al Dowayan está Suspended Together (2011), una serie que consiste en 200 palomas blancas de fibra de vidrio suspendidas del techo. Cada paloma, símbolo tradicional de la libertad, reproduce un permiso de viaje que todas las mujeres saudíes deben tener para poder viajar. El certificado tiene que ser emitido y firmado por su correspondiente tutor, es decir, por su padre, hermano o esposo. Los certificados que Al Dowayan escogió para reproducir habían sido enviados por mujeres saudíes. Los certificados, que oscilan entre los seis meses y los sesenta años de antigüedad, documentan la historia de restricción de derechos de las mujeres. Al Dowayan describió la pieza: "En esta instalación de palomas, exploro el concepto de movimiento suspendido. Muchas mujeres destacadas de Arabia Saudí, maravillosas científicas, educadoras, ingenieras, artistas y líderes, han donado sus papeles para ser incluidos en esta obra de arte. Estas mujeres están abriendo nuevos caminos y logros en su sociedad, pero cuando se trata de viajar siguen siendo tratadas "como una bandada de palomas suspendidas"".

## Publicaciones
- Home Ground Contemporary Art from the Barjeel Art Foundation - Publicado en Canadá en 2015 por The Aga Khan Museum. ISBN 978-1-926473-05-5.
- Color and Line - The Naqvi Collection. ISBN 978-9948-18-110-1.
- "Hitting the Road (Driving)" - Por Manal Al Dowayan - "The Forecast Issue: A View Beyond The Horizon," n. 07, 2018 - Publicado por The Monocle Magazine.
- "I Am" – Por Manal AlDowayan, el número especial "Visual Research and Social Justice" de Studies in Social Justice Journal. Publicado en diciembre de 2017.
- Imperfect Chronology: Arab Art from the Modern to the Contemporary - Works from the Barjeel Foundation - Editado por Omar Kholeif y Candy Stobbs - Publicado por Whitechapel Gallery, London, UK, 2015. ISBN 978-3-7913-5485-9.
- Do It (in Arabic) - Editado por Hans Ulrich Obrist y Hoor AlQassimi - Publicado por la Sharjah Art Foundation 2016. ISBN 978-9948-446-72-9.[2]

## Premios
- 2014 Arab Women Awards in Art.[7]
- 2019 Al Dowayan fue incluida en la 100 Mujeres (BBC), una lista de las 100 mujeres más inspiradoras e influyentes del mundo, en 2019.[8]